# Cottage Grove, Minnesota
Cottage Grove, Minnesota là một thành phố thuộc quận Washington trong tiểu bang Minnesota, Hoa Kỳ. Thành phố có diện tích  km², dân số theo điều tra năm 2000 của Cục điều tra dân số Hoa Kỳ là người.